# Vila Sônia

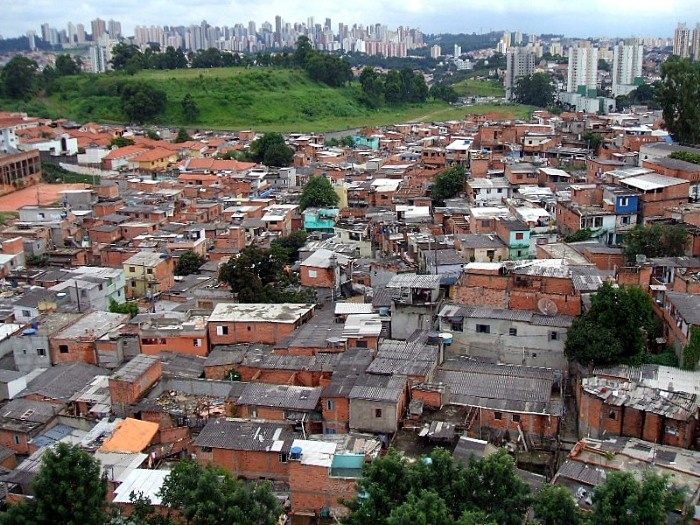
Favela do Jd. Jaqueline

Vila Sônia é um distrito situado na zona oeste do município brasileiro de São Paulo. É o local onde fica a estação final da Linha 4-Amarela do Metrô de São Paulo, operada pela ViaQuatro, em seu sentido Oeste, inaugurada no dia 17 de dezembro de 2021. A Avenida Professor Francisco Morato corta o distrito de Leste a Oeste, possibilitando ligação com a Marginal Pinheiros e com outros distritos da zona oeste da capital paulista, além de ser a principal rota para se chegar a Taboão da Serra e à Rodovia Régis Bittencourt.
Nas últimas décadas tem presenciado um crescimento imobiliário muito grande, inicialmente próximo à divisa com o distrito do Morumbi, com empreendimentos para classes média e média-alta. No distrito existem algumas áreas mais periféricas como o Jardim Jaqueline, onde há uma favela com o mesmo nome. O Jardim Colombo é um bairro com muitos condomínios, mas também existe uma favela no bairro com o mesmo nome. Outro forte contraste é no Portal do Morumbi, na divisa com o município de Taboão da Serra, onde há algumas favelas próximas ao Cemitério da Paz.[carece de fontes?]

## Características
Popularmente e em algumas reportagens, assim como o vizinho Morumbi, é considerado como parte da Zona Sul, porém é administrado pela Subprefeitura do Butantã, sendo oficialmente pertencente à Zona Oeste.
A Vila Sônia se limita com os distritos do Butantã, Campo Limpo, Morumbi, Raposo Tavares e Vila Andrade, além de também se limitar ao município de Taboão da Serra.

O distrito é delimitado pela Rodovia Raposo Tavares, pelas avenidas Intercontinental, Ministro Laudo Ferreira de Camargo, Eliseu de Almeida, Deputado Jacob Salvador Zveibil, Jorge João Saad, Giovanni Gronchi, Marechal Juarez Távora, pelas ruas Cedrolândia, Denis Chaudet, Bertoldo di Giovani, Telmo Coelho Filho, São Pedro Fourier e Marechal Hastinfilo de Moura. E a área do distrito é cortada pelas avenidas Professor Francisco Morato, Eliseu de Almeida, Pirajussara, Dr. Guilherme Dumont Vilares e a Rua Dr. Luiz Migliano.

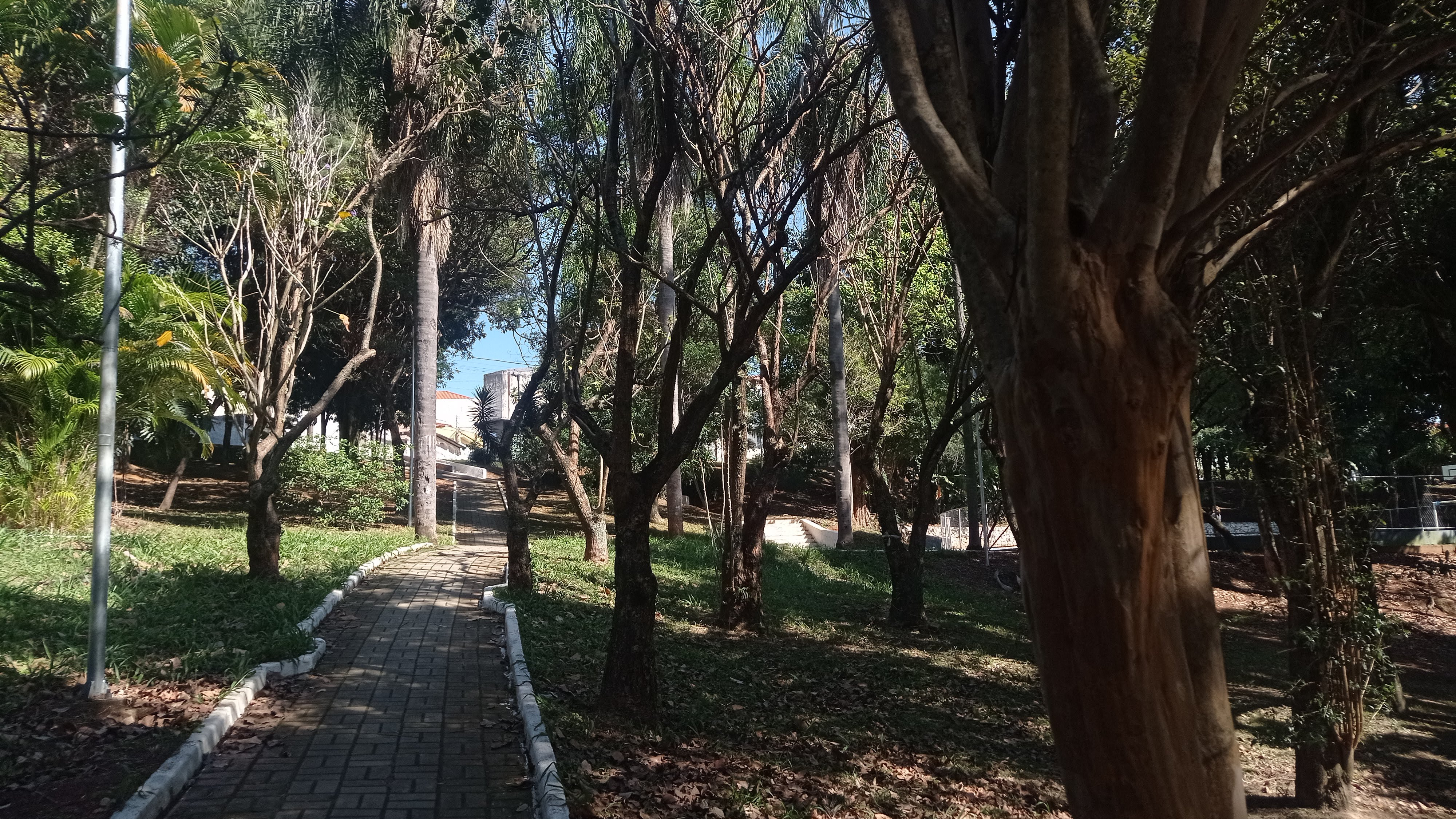
Praça Doutor José Oria

## História
O terreno da região pertencia ao médico Antonio Bueno e a Joaquim Manuel da Fonseca, sendo que o nome Vila Sônia foi dado em homenagem a uma das filhas de Antonio Bueno. É uma região relativamente nova no município de São Paulo, sendo que na década de 50 não possuía sequer energia elétrica ou água encanada. O desenvolvimento da região só iniciou-se realmente na década de 60.

## Atualidade
O distrito conta com dois shopping centers: o Butantã Shopping e o Raposo Shopping, sendo o primeiro próximo da divisa com os distritos do Butantã e Morumbi, e o segundo próximo da divisa com os distritos do Butantã e Raposo Tavares. No distrito também encontra-se o Parque Chácara do Jockey, inaugurado em 2016 em um antigo terreno de propriedade do Jockey Club de São Paulo. No bairro do Jardim Colombo está sediado o Clube Pequeninos do Jockey, um dos mais tradicionais times de futebol de base do Brasil, com inclusive passagens dos ex-meias-atacantes conhecidos mundialmente Júlio Baptista e Zé Roberto. Além disso, no distrito também estão localizados os cemitérios da Paz e Gethsêmani.
Desde 2016, a Linha 4-Amarela é operada a partir do Pátio Vila Sônia. O Terminal Intermodal Vila Sônia foi inaugurado em 17 de dezembro de 2021, apenas com a parte da estação de metrô completa, que é interligada à Linha 4-Amarela, apesar de inicialmente ter sua inauguração prevista para 2014, e em 10 de maio de 2022, foi inaugurado o Terminal Vila Sônia.

Juntamente com o Butantã, a região apresentou, em 2016, uma crescente média de quase dez crimes por dia.

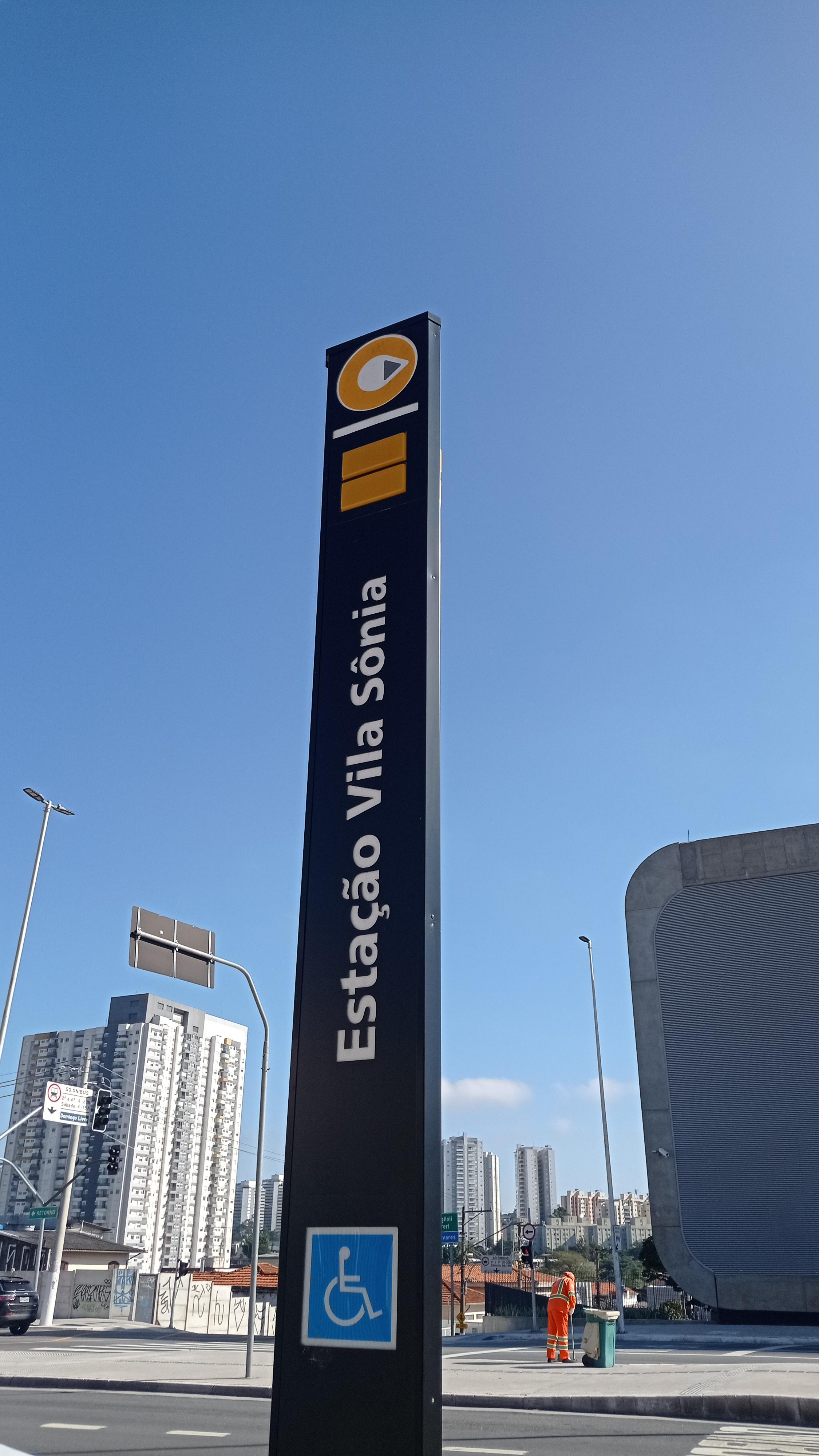
Estação Vila Sônia, da Linha 4-Amarela do Metrô de São Paulo

## Demografia
Evolução demográfica do distrito de Vila Sônia

## Subdivisões
Vila Sônia possui os seguintes bairros:
- Conjunto Residencial do Morumbi
- Ferreira
- Jardim Alvorada
- Jardim Celeste (parte)
- Jardim Colombo
- Jardim das Vertentes
- Jardim Jaqueline
- Jardim Jussara
- Jardim Leila
- Jardim Leonor (parte)
- Jardim Londrina
- Jardim Monte Kemel
- Jardim Olympia
- Jardim Peri Peri (parte)
- Jardim Taboão
- Jardim Trussardi
- L'Habitare
- Lar São Paulo
- Superquadra Morumbi
- Vila Albano
- Vila Inah
- Vila Morse
- Vila Sônia
- Vila Susana

## Distritos e municípios limítrofes
- Taboão da Serra e Raposo Tavares (Oeste)
- Butantã (Norte)
- Morumbi (Leste)
- Vila Andrade (Sul)
- Campo Limpo (Sudoeste)